# Salvador González Albadalejo
Salvador González (Cartagena, 1911 - 1991, Joinville-le-Pont, França) fou dirigent del Partit Comunista de Catalunya i la Unió General de Treballadors a Barcelona durant la Segona República Espanyola i la Guerra Civil espanyola.

## Biografia
Salvador González va emigrar a Barcelona amb la família quan tenia set anys, després de la mort del seu pare. Va treballar en la construcció des dels 13 anys i es va afiliar de ben jove a la CNT, on va arribar a ser member del comitè del Ram de la Construcció de Barcelona.
El 1931 va ingressar en el PCC i a l'any següent va ser candidat a les eleccions del 20 de novembre al Parlament de Catalunya.
El 1933 va ser designat representant del PCC en un congrés europeu de joventuts comunistes celebrat a París. El 1934 va viatjar a Moscou' on va treballar a les obres del metro a la vegada que rebia instrucció política. A la seva tornada a Barcelona va formar part de la fundació de les Joventuts Socialistes Unificades i va ser escollit membre del secretariat de la UGT a Catalunya.
Salvador González va ser el principal representant de la UGT al Comitè Central de Milícies Antifeixistes de Catalunya, òrgan efectiu de govern de Catalunya entre juliol i setembre de 1936. En aquells mateixos dies va participar en la fundació del Partit Socialista Unificat de Catalunya.
L'agost del 1936 Salvador González va participar en la fundació de les Patrulles de Control del Comitè, i va continuar formant part de la seva direcció a l'octubre, quan aquest cos de milicians va passar al control de la Generalitat republicana. Salvador González era un dels membres del tribunal que, de forma autònoma, dictaminava sentències sumàries als presoners de les patrulles.
El 1937, després de la dissolució de les Patrulles de Control, Salvador González va ser nomenat comissari general del Cos d'Enginyers de l'Exèrcit de l'Est, càrrec que va ocupar fins al final de la guerra. Llavors va exiliar-se a França, d'on ja no va tornar. Va esdevenir el responsable polític del PSUC als camps de concentració francesos. Al final de la Segona Guerra Mundial va ser apartat de l'estructura del PSUC per una purga política, però va ser rehabilitat als anys cinquanta i va ocupar un lloc al comitè del PSUC en el seu primer congrés a l'exili.
Als anys vuitanta encara era actiu a la secció francesa del PSUC, on va influir perquè no es produís l'escissió del PCC que ja era un fet a Catalunya.